# Antonio Savoldi-Marco Cò - Trofeo Dimmidisì 2002
L'Antonio Savoldi-Marco Cò - Trofeo Dimmidisì 2002 è stato un torneo di tennis facente parte della categoria ATP Challenger Series nell'ambito dell'ATP Challenger Series 2002. Il torneo si è giocato a Manerbio in Italia dal 19 al 25 agosto 2002 su campi in terra rossa.

## Vincitori

### Singolare
David Ferrer ha battuto in finale  Vadim Kucenko con il punteggio di 6–2, 6–0

### Doppio
Mariusz Fyrstenberg /  Marcin Matkowski hanno battuto in finale  Anthony Ross /  Dušan Vemić con il punteggio di 6–4, 7–6(4)